# Metastelma bahamense
Metastelma bahamense är en oleanderväxtart som beskrevs av August Heinrich Rudolf Grisebach. Metastelma bahamense ingår i släktet Metastelma och familjen oleanderväxter. Inga underarter finns listade i Catalogue of Life.